# Таджикская депрессия
Таджи́кская депре́ссия — межгорная впадина, расположенная между горными сооружениями Гиссаро-Алая, Памира и Гиндукуша. На западе окаймлена отрогами Гиссарского хребта.
Фундамент впадины образован кристаллическими породами докембрия, терригенно-карбонатными, вулканогенно-осадочными и интрузивными породами палеозоя — раннего триаса. Осадочный чехол подразделяется на два комплекса: нижний — платформенный и верхний — орогенный. Нижний комплекс представлен пестроцветными континентальными, лагунными и морскими отложениями (1,5—4 км), заполнявшими платформенный прогиб; верхний — красноцветной молассой (от 3—4 до 6—8 км).
Структурный план депрессии в мезокайнозое существенно не менялся и в значительной мере был определён строением фундамента. На рубеже неогена и антропогена конседиментационные прогибы и поднятия были дислоцированы, возникла сложная система складок и покровов Таджикской виргации, выраженных в рельефе в виде горных гряд.
В мезокайнозойском чехле известны нефтегазоносные горизонты, месторождения природного газа, ископаемых углей, горючих сланцев, каменной соли, строительных материалов.